# Copa Presidente FEF de 1941-47
La Copa Presidente de la Federación Española de Fútbol de 1941-1947 fue una competición oficial organizada por la Real Federación Española de Fútbol (RFEF), quien donó el trofeo y organizó el torneo «con las mismas reglas que las de la Liga y con intervención del Comité de Competición».
La disputaron los campeones de la Liga y de la Copa y los dos mejores equipos clasificados después del campeón en el campeonato de liga de Primera División de la temporada 1940-41, siendo por ello uno de los precedentes de la Supercopa de España (y, dado su formato con cuatro equipos, especialmente del formato adoptado por esta en 2019).

## Historia
Surgió para sustituir a un torneo previsto entre los cuatro primeros equipos clasificados de las ligas española y portuguesa que se iba a conocer como "Copa Ibérica", y que fue anulado en el último momento por problemas económicos por parte de la Federación Portuguesa de Fútbol. Para cubrir dichas fechas la Federación Española organizó este torneo.
En un principio se denominó Copa Clasificados. Tomaron parte el campeón de la Copa del Generalísimo, el Valencia Club de Fútbol, y los tres primeros clasificados en el campeonato de liga: el Club Atlético-Aviación como campeón, el Atlético de Bilbao como subcampeón y el Club de Fútbol Barcelona como cuarto en liga, porque el tercero en el campeonato fue el Valencia C. F. clasificado para esta competición por ser el vencedor de Copa.
Se jugó en forma de liguilla con ida y vuelta, con un total de doce partidos (seis por equipo participante), entre el 6 de abril y el 4 de mayo de 1941, pero quedó pendiente un último encuentro que era decisivo para la clasificación final entre el Club Atlético-Aviación y el Valencia C. F. Diversas circunstancias lo hicieron retrasarse hasta el 14 de septiembre de 1947. Consiguió la victoria el equipo madrileño por un contundente 4-0, y con un total de ocho puntos, uno más que los valencianistas, se proclamó vencedor seis años después del comienzo del torneo. El trofeo fue entregado por Armando Muñoz Calero, presidente de la Federación Española.
Sus seis años de competencia permanecen en la historia de las competiciones españolas como el récord de duración de un torneo, exactamente con seis años y cinco meses desde el primer partido, que se disputó el 6 de abril de 1941, hasta el último, el 14 de septiembre de 1947.

## Equipos participantes, precedentes y similitudes
La Real Federación Española de Fútbol invitó para disputar este torneo a los siguientes equipos:
Club Atlético-Aviación. Campeón de Liga de 1940-41
Atlético de Bilbao. Subcampeón de Liga de 1940-41
Valencia Club de Fútbol. Campeón de Copa de 1940-41 (3.er clasificado en 1940-41).
Club de Fútbol Barcelona. 4.º clasificado en 1940-41
Esta competición fue considerada por la prensa de la época como un «súper torneo» disputado por los mejores clubes de la temporada anterior, debido a que se enfrentaron los campeones de las principales competiciones del país y los dos mejores clasificados en el campeonato de liga. Es considerado como el primer precedente oficial de la vigente Supercopa de España, al igual que la Copa Eva Duarte (1947-1953). Las denominadas Copa de Campeones disputada el año anterior (1940) y la Copa de oro "Argentina" (1945) son apuntadas como precedentes pero no son reconocidas oficialmente.
| Fecha      | Local                | Visitante          | Marcador |
| ---------- | -------------------- | ------------------ | -------- |
| 06-04-1941 | Atlético de Bilbao   | CF Barcelona       | 5-3      |
| 13-04-1941 | Atlético de Bilbao   | Valencia CF        | 3-0      |
| 13-04-1941 | Atlético Aviación    | CF Barcelona       | 6-0      |
| 20-04-1941 | CF Barcelona         | Valencia CF        | 1-1      |
| 20-04-1941 | Atlético Aviación    | Atlético de Bilbao | 2-1      |
| 27-04-1941 | Atlético de Bilbao   | Atlético Aviación  | 6-2      |
| 27-04-1941 | Valencia CF          | CF Barcelona       | 4-0      |
| 02-05-1941 | CF Barcelona         | Atlético Aviación  | 1-2      |
| 02-05-1941 | Valencia CF          | Atlético de Bilbao | 3-0      |
| 04-05-1941 | CF Barcelona         | Atlético de Bilbao | 3-0      |
| 04-05-1941 | Valencia CF          | Atlético Aviación  | 2-0      |
| 14-09-1947 | Atlético de Madrid * | Valencia CF        | 4-0      |

|                    | ATM | VAL | ATB | BAR |
| ------------------ | --- | --- | --- | --- |
| Atlético de Madrid |     | 4-0 | 2-1 | 6-0 |
| Valencia CF        | 2-0 |     | 3-0 | 4-0 |
| Atlético de Bilbao | 6-2 | 3-0 |     | 5-3 |
| Barcelona CF       | 1-2 | 1-1 | 3-0 |     |

## Clasificación final
Torneo en formato de liguilla "todos contra todos", en el que se otorgaba, igual que en el Campeonato Nacional de Liga, dos puntos por partido ganado y un punto por el empate.
| Clasificación | Equipo               | J | G | E | P | GF | GC | DG  | Puntos |
| ------------- | -------------------- | - | - | - | - | -- | -- | --- | ------ |
| Campeón       | Atlético de Madrid * | 6 | 4 | 0 | 2 | 16 | 10 | +6  | 8 ptos |
| Subcampeón    | Valencia C. F.       | 6 | 3 | 1 | 2 | 9  | 8  | +1  | 7 ptos |
| Tercero       | Atlético de Bilbao   | 6 | 3 | 0 | 3 | 15 | 12 | +3  | 6 ptos |
| Cuarto        | Barcelona C.F.       | 6 | 1 | 1 | 4 | 6  | 16 | -10 | 3 ptos |

- * En enero de 1947 se desvinculó del Aviación Nacional y pasó de nuevo a llamarse Atlético de Madrid.[8]

|                                 |
| Campeón Club Atlético de Madrid |

## Otros torneos
Existe otra competición llamada Copa Presidente FEF de 1940, en la que participaron equipos de Segunda División.
Hay otros torneos, que se disputaron entre la década de 1930 y 1940, con similar denominación, "Copa Presidente", pero de las federaciones de las zonas regionales a la que pertenecían como la Copa Presidente Federación Castellana, Copa Presidente Federación Andaluza, Copa Presidente Federación Vasca y Copa Presidente Federación de Levante. No tienen nada que ver con este torneo y son competiciones con formato diferente y de carácter regional.